# Krar
Krar é uma lira de cinco ou seis cordas em forma de tigela proveniente da Eritreia e Etiópia, é semelhante a corá africana. O instrumento é ajustado para uma escala pentatônica . Um krar  moderno pode ser amplificado, e muito, da mesma forma como um guitarra elétrica ou violino.

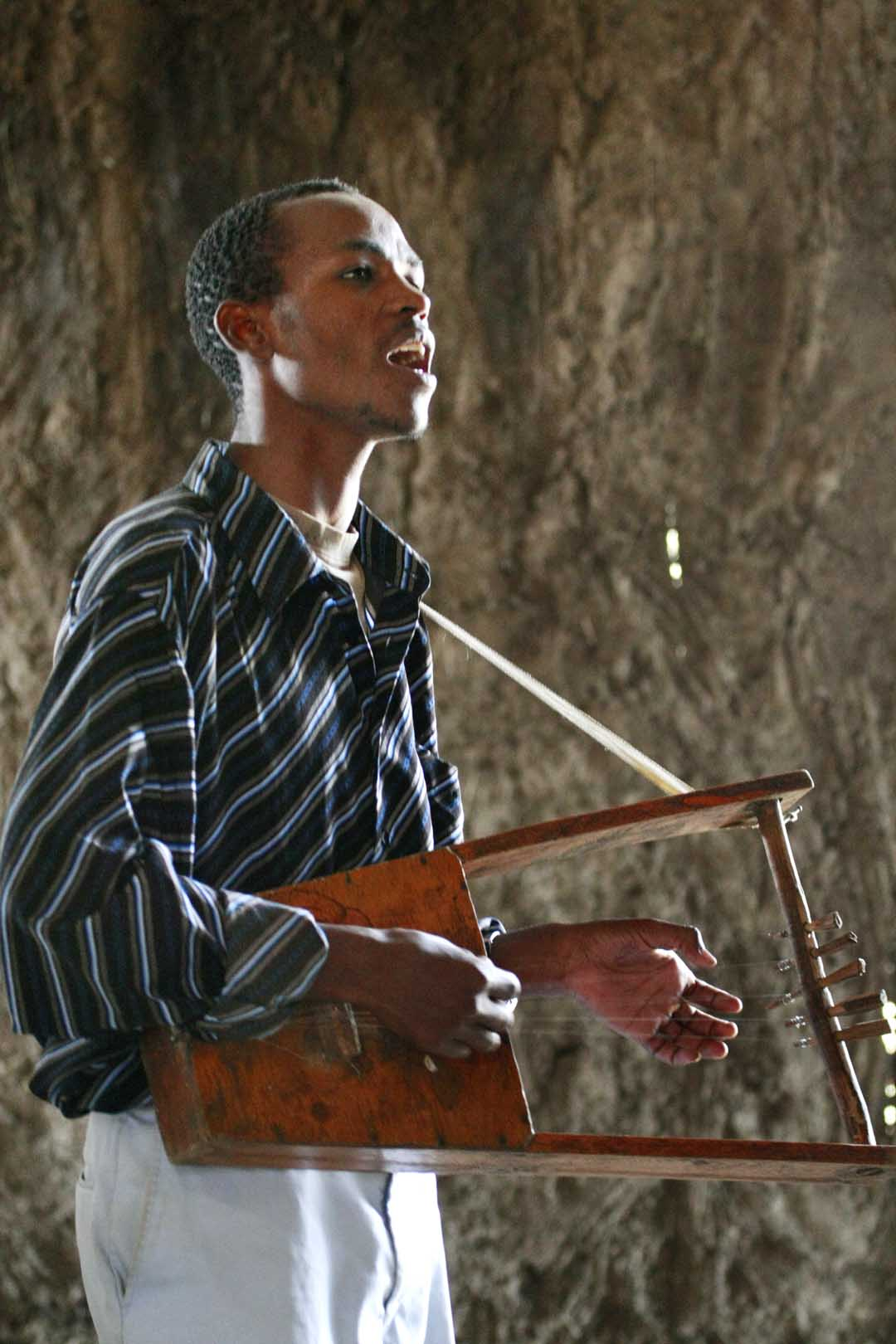
Um etíope tocando krar.
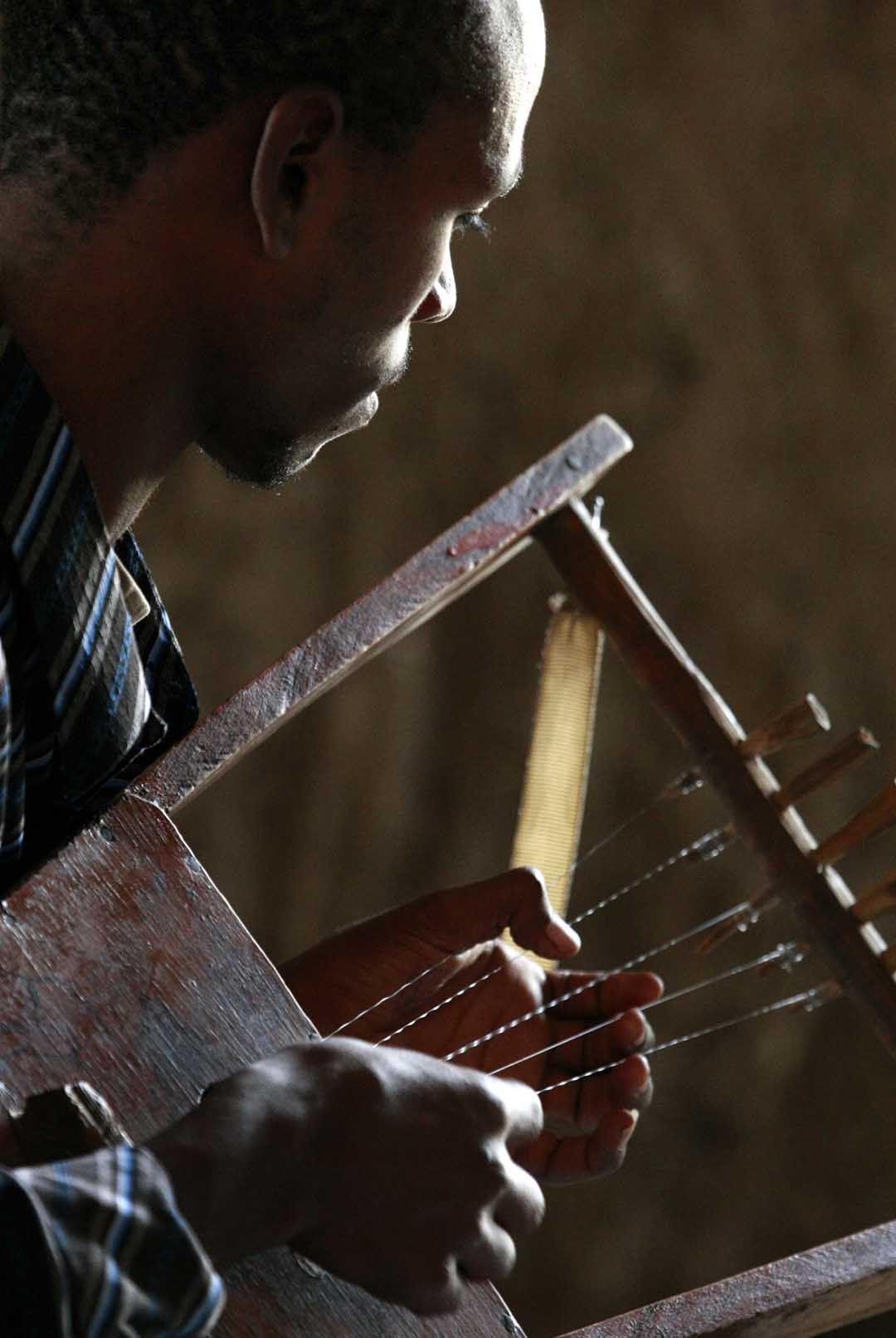
Detalhe da imagem.

O krar, um cordofone, geralmente é decorado com madeira, pano, e contas. Suas cinco ou seis cordas, determinam os arremessos. O tom do instrumento depende da técnica de execução do músico: curvar, dedilhando ou puxar. Se puxadas, as cordas do instrumento irão produzir um tom suave. Dedilhando, por outro lado, irá produzir uma harmoniosa pulsação. O krar é frequentemente utilizado pelos músicos cantores chamados azmari e acompanha canções de amor e canções seculares.